# Storstendiket
Storstendiket är en sjö i Umeå kommun i Västerbotten och ingår i Dalkarlsån-Sävaråns kustområde. Storstendiket ligger i Holmöarna Natura 2000-område.